# アジアン・ル・マン・シリーズ
アジアン・ル・マン・シリーズ（Asian Le Mans Series、通称：AsLMS）は、アジア地域で行われるスポーツカー耐久レースのシリーズである。主催はル・マン24時間レースと同じフランス西部自動車クラブ（ACO）である。

## 概要
2009年にスタート。当初はルマン・プロト・タイプクラスのLMP1/LMP2、GTカーによるLM-GT1/LM-GT2の計4クラス制で、各クラスのシリーズチャンピオンには自動的に翌年のル・マン24時間レースの参戦権が与えられるルールだった。当初の数年こそは、参加するチームやドライバーのレベルにばらつきがみられ、さらにはFIAの意向を受けてシリーズそのものの消滅の危機にも見舞われた。またGTカーについては、カテゴリの再編が相次いだ。
しかし近年は、世界的なGT3マシンによる耐久レースの盛り上がりを受けて、FIA 世界耐久選手権やSUPER GT、GTワールドチャレンジなどに参戦するワークスやセミワークスクラスのドライバーから、フェラーリ・チャレンジやポルシェ・カレラカップなどのワンメイクレースでシリーズチャンピオンを争うクラスのジェントルマンドライバーまで、多数のチームとドライバーが参戦するレベルの高いカテゴリーとなっている。なにより各クラスのチャンピオンがル・マン24時間レースのエントリー枠を獲得できることから、長年アジアン・ル・マンに挑戦してきたチームのほか、各クラスともヨーロッパからのエントリーが多数集まっている。特にGTクラスは、ヨーロッパの強豪GTチームが多数集まるシリーズになっている。
またエントリー者向けに、スプリントレースのアジアン・ル・マン・スプリントも開催されていた。

## 歴史
2009年、当初上海でも開催が予定されていたがキャンセルされた。また日本ラウンドは、当初富士スピードウェイで開催され1000km耐久レースで競われる計画だったが、後に開催場所が岡山国際サーキットに変更され世界ツーリングカー選手権（WTCC）日本ラウンドとの併催となったため、500km耐久レースを2戦行う形となった。
2010年、同年から新たに発足したインターコンチネンタル・ル・マン・カップ（ILMC）の1戦として、珠海国際サーキットで1000km耐久レースが行われた。
2011年、日本での開催が復活し富士スピードウェイでレースが行われる予定だったが、東日本大震災の影響などで結局富士での開催はなくなり、前年同様珠海サーキットでの開催となった。
2012年、FIA 世界耐久選手権の発足に伴う形でシリーズが休止された。
2013年、ACOはヨーロピアン・ル・マン・シリーズに倣う形でシリーズを復活させた。ただし当初は全7戦のカレンダーが発表されたものの、後に全4戦に下方修正されるなど、シリーズ運営は難しい状況が続いた。初戦のレースには8台しか登場せず、2014年シーズンのインジェ・スピーディウムでの初戦はわずか6台だった。なお、2013年からはGTCクラスにSUPER GT・GT300クラスの車両が参戦可能になった。
2015–16年シーズンからは、メインシリーズをウィンターシリーズに移行。一方で夏にはアマチュアドライバーを対象とした『アジアン・ル・マン・スプリントカップ』を開催することになった。アジアン・ル・マン・スプリントは2016年に全3戦（場所は全てセパン・インターナショナル・サーキット）で行われ、一回のイベントで60分のレースを2回実施する。
2016–17年シーズンより、決勝レースの規定時間が1時間延長されて4時間となっている。
2019–20年シーズン、オーストラリア大陸のベンド・モータースポーツパークでレースが行われた。
2021年、単年でのシーズンとなり2月13日から20日まで中東のアラブ首長国連邦でレースが行われ、ドバイ・オートドロームでのドバイ4時間レースが2レース、続いてアブダビのヤス・マリーナ・サーキットでのアブダビ4時間レースが2レース行われた。
ル・マン24時間レースを運営するACOと、GTワールドチャレンジを運営するSROモータースポーツグループは、2023年のアジアン・ル・マン・シリーズ開催に向け、ACO、SRO、そしてALMEM（アジアン・ル・マン・エンデュランス・マネージメント）が協力すると発表した。またACOとSROの新たな取り組みに加え、多くのスポーツカーチームが求めるル・マン24時間レースの招待枠が、GTワールドチャレンジ・ヨーロッパのチャンピオン、アジアン・ル・マン・シリーズとGTワールドチャレンジ・アジアを合算したチャンピオンに与えられることになった。

## フォーマット
2013年からのアジアン・ル・マン・シリーズは、ヨーロピアン・ル・マン・シリーズとよく似たルールを持ち、LMP2、LMPC、GTE、GTCの合計4つのクラスで始まった。GTCクラスは、GT3マシンが参戦できる。当初、すべてのクラスは「Pro-Am」分類に従い、各車に最低1人のアマチュア・ドライバーと1人のプロ・ドライバーが必須であるとされ、本シリーズに対するアジア人の参戦ドライバーを増やす為に、全車は最低1人のアジア圏の国籍を持つドライバーを入れなければならないとされた。
LMPクラスとGTクラスのチャンピオン・チームは、ルマン24時間レースへの招待状を受けられる。タイヤはミシュランのワンメイク。
2013年、第2戦の富士スピードウェイのラウンドでは、様々なロード・レーシングカーが参戦する日本のSUPER GTのGT300クラスに由来した SGT クラスが設けられた。SUPER GTと同じ車両規制を採用し、GT300のチャンピオンシップにカウントされた。しかしこのクラスは、2013年の富士3時間レースのみだった。GTEクラスは、2013年シーズン限りで廃止された。4月にGTクラス構成が変更され、GTCは引き続きGT3マシンだったが、GTC Am（GTチャレンジ・アマチュア）クラスがGTCクラスの下に設けられ、ポルシェ・カレラカップアジア、フェラーリ・チャレンジアジアパシフィック、アウディ・R8 LMSカップアジア、ロータス・カップアジア、ランボルギーニ・スーパートロフェオなどのワンメイクマシンのクラスとして最終戦のセパン戦で実施された。翌シーズンからGT Amに改名された。
2014年、グループCNクラスが前年からエントリーが無いLMPCクラスに代わりシリーズに加わった。GTE、GTC、スーパーGT300クラスなどのグランドツアラークラスが1つのGTクラスに統合された。GTカテゴリーのアマチュア部門である「GT Am」は、運転レベルがシルバーとブロンズのランク付けられるドライバーから構成されなければならないとされた。アジア圏からの1人のドライバーを含める旨のドライバー要件は、オーストララシア地域からの国籍を含むに拡張された。開幕戦で参戦エントリー台数が8台しか集まらなかった。第2戦以降の参戦台数を増やす為に、有効ポイント制が採用されることとなった。具体的には、全4戦の中ベスト3レースの結果で王座が争われることになった。
2015年、シーズン形式がウィンターシリーズの形式に変更された。本シーズンから新たにルマン・プロトタイプ3(LMP3)クラスが導入された。LMP2とLMP3クラスとGTクラスのチャンピオン・チームには2016年のル・マン24時間レースの自動招待枠が与えられた。
2016-17年シーズンから、ドライバーの国籍制限は無くなった。GT AmクラスがGT Cupクラスに名称が変わった。
2017-18年シーズン、グループCNクラスが廃止され、新たなGT Amクラスが加わった。
2018–19年シーズン、LMP2 Amクラスが設立された。
2019-20年シーズン、GT Cupクラスは廃止された。最高峰のLMP2クラスでは2017年から導入されている現行規定マシンの使用が義務付けられる。一方でオレカ・05、リジェJS P2といった旧規定のマシンもLMP2 Amクラスでは引き続き使用が許可される。
2021年、ルマン24時間への参戦権はLMP2、LMP3クラスのシリーズチャンピオン、GTクラスのランキング4位以内のチームに与えられた。LMP2 Aｍクラスは、アマチュアドライバー向けに設計されており、主にブロンズグレードのドライバーで構成されるドライバーラインナップに開放され、1台の車につき1人のシルバードライバーのみが許可される。2021年シーズンの車は、LMP2クラスと同じになった。LMP3クラスは、2020年から導入された新LMP3規定に基づいて製作された、リジェ、アデス、ジネッタ、デュケーヌ（旧ノルマ）製のマシンを今シリーズから採用した。

## 歴代チャンピオン

### ドライバー
| シーズン  | カテゴリー                                                         | カテゴリー                                                     | カテゴリー                                                                         | カテゴリー                                                   | カテゴリー                                                 | カテゴリー                              |
| 2009年    | LMP1                                                               | LMP2                                                           | GT1                                                                                | GT2                                                          |                                                            |                                         |
| --------- | ------------------------------------------------------------------ | -------------------------------------------------------------- | ---------------------------------------------------------------------------------- | ------------------------------------------------------------ | ---------------------------------------------------------- | --------------------------------------- |
| 2009年    | クリストフ・タンソー 中野信治                                      | ジャック・ニコレ マシュー・ライエ リシャルド・エイン           | 余郷敦 井入宏之                                                                    | ドミニク・ファーンバッハー アラン・シモンセン                |                                                            |                                         |
| 2013年    | LMP2                                                               | GTE                                                            | GTC                                                                                | GTC Am                                                       | SGT                                                        |                                         |
| 2013年    | デビッド・チェン                                                   | 横溝直輝 飯田章 密山祥吾                                       | アンドレア・ベルトリーニ ミケーレ・ルゴロ スティーブ・ワイアット                   | ゼン・ロウ ディラントハ・マラガムラ ジョルジョ・サナ         | 武藤英紀 中山友貴                                          |                                         |
| 2014年    | LMP2                                                               | CN                                                             | GT                                                                                 | GT Am                                                        |                                                            |                                         |
| 2014年    | デビッド・チェン ホーピン・タン                                    | ケヴィン・ツェー                                               | ジュン＝サン・チェン 谷川達也                                                      | 中谷明彦 マックス・ウィセル ジョルジョ・サナ                 |                                                            |                                         |
| 2015-16年 | LMP2                                                               | LMP3                                                           | CN                                                                                 | GT                                                           | GT Am                                                      |                                         |
| 2015-16年 | ニコラ・ロイトウィラー                                             | デビッド・チェン ホーピン・タン                                | 練建勝 ジョルジョ・マギ                                                            | ウェン・スン・モク ロブ・ベル 澤圭太                         | ポール・イップ                                             |                                         |
| 2016-17年 | LMP2                                                               | LMP3                                                           | CN                                                                                 | GT                                                           | GT Cup                                                     |                                         |
| 2016-17年 | アンドレア・ローダ                                                 | ナイジェル・ムーア フィリップ・ハンソン                        | 阿部健司 浅井亮博 チン・ティエンチ ティラ・ソソティクル メドハパン・スンダラデジャ | ミケーレ・ルゴロ                                             | 青木拓磨 佐野新世                                          |                                         |
| 2017-18年 | LMP2                                                               | LMP3                                                           | GT                                                                                 | GT Am                                                        | GT Cup                                                     |                                         |
| 2017-18年 | ハリソン・ニューウェイ ステファン・リチェルミ トーマ・ローラン     | ガイ・コスモ パトリック・バーネ                                | ジェッセ・クローン ジュン＝サン・チェン                                            | マックス・ワイザー ウェイアン・チェン                        | ウィル・バンバー グラエム・ドーセット                      |                                         |
| 2018-19年 | LMP2                                                               | LMP2 Am                                                        | LMP3                                                                               | GT                                                           | GT Am                                                      | GT Cup                                  |
| 2018-19年 | ポール・ディ・レスタ フィリップ・ハンソン                          | カン・リン ダレン・バーケ ミロスラブ・コノプカ                 | ヤクブ・スミエコフスキー マルティン・ヒッペ                                        | ジェームス・カラド ケイ・コッツォリーノ 木村武史             | マックス・ワイザー                                         | フィリップ・デコンブ ベニー・シモンセン |
| 2019-20年 | LMP2                                                               | LMP2 Am                                                        | LMP3                                                                               | GT                                                           | GT Am                                                      |                                         |
| 2019-20年 | ジェームズ・フレンチ ロマン・ルシノフ レオナール・ヒューゲンブーム | コーディ・ウェアー                                             | コリン・ノーブル トニー・ウェルズ                                                  | マルコス・ゴメス                                             | リー・リン ジーウェイ・ルー                                |                                         |
| 2021年    | LMP2                                                               | LMP2 Am                                                        | LMP3                                                                               | GT                                                           | GT Am                                                      |                                         |
| 2021年    | レネ・ビンダー フェルディナント・ハプスブルク イェ・イーフェイ     | アンドレアス・ラスカラトス ドワイト・メリマン カイル・ティリー | ウェイン・ボイド マヌエル・マルドナド ロリー・ペンティネン                         | ラルフ・ボーン アルフレッド・ルナウアー ロバート・ルナウアー | クリスチャン・フック パトリック・クジャラ マヌエル・ラウク |                                         |
| 2022年    | LMP2                                                               | LMP2 Am                                                        | LMP3                                                                               | GT                                                           | GT Am                                                      |                                         |
| 2022年    | マット・ベル ベン・ハンリー ロドリゴ・セールズ                     | デビッド・ドゥルー セバスチャン・ページ エリック・トゥーリエ   | クリストフ・クレスプ アントワーヌ・ドキン スティーブン・パレット                   | ベン・バーニコート ブレンダン・イリービ オリー・ミルロイ     | ミカエル・グルニエ イアン・ロギー バレンティン・ピアバーグ |                                         |
| 2023年    | LMP2                                                               | LMP3                                                           | GT                                                                                 |                                                              |                                                            |                                         |
| 2023年    | チャーリー・イーストウッド アヤハンカン・ギュベン サリー・ヨルチ   | フランソワ・エリオ シャビエル・ロベラス ファブリス・ロッセロ   | ニック・キャツバーグ チャンドラー・ハル トーマス・メリル                           |                                                              |                                                            |                                         |

### チーム
| シーズン  | カテゴリー                                 | カテゴリー                                  | カテゴリー                             | カテゴリー                                                       | カテゴリー                           | カテゴリー               |
| 2009年    | LMP1                                       | LMP2                                        | GT1                                    | GT2                                                              |                                      |                          |
| --------- | ------------------------------------------ | ------------------------------------------- | -------------------------------------- | ---------------------------------------------------------------- | ------------------------------------ | ------------------------ |
| 2009年    | ソラ・レーシング                           | オーク・レーシング / チーム・マツダフランス | JLOC                                   | ハンコック・チーム・ファルンバッヒャー                           |                                      |                          |
| 2013年    | LMP2                                       | GTE                                         | GTC                                    | GTC Am                                                           | SGT                                  |                          |
| 2013年    | オーク・レーシング                         | Team TAISAN 剣 ENDLESS                      | AFコルセ                               | チーム・プライムマントル・アイレゾ                               | TEAM 無限                            |                          |
| 2014年    | LMP2                                       | CN                                          | GT                                     | GT Am                                                            |                                      |                          |
| 2014年    | オーク・レーシング                         | クラフト＝バンブー・レーシング              | AAI-Rstrada                            | ジ・エンペラー・レーシング                                       |                                      |                          |
| 2015-16年 | LMP2                                       | LMP3                                        | CN                                     | GT                                                               | GT Am                                |                          |
| 2015-16年 | レース・パフォーマンス                     | DCレーシング                                | アヴェロン・フォーミュラ               | クリアウォーター・レーシング                                     | KCMG                                 |                          |
| 2016-17年 | LMP2                                       | LMP3                                        | CN                                     | GT                                                               | GT Cup                               |                          |
| 2016-17年 | アルガルヴェ・プロ・レーシング             | トックウィズ・モータースポーツ              | PSレーシング                           | DHレーシング                                                     | TKS                                  |                          |
| 2017-18年 | LMP2                                       | LMP3                                        | GT                                     | GT Am                                                            | GT Cup                               |                          |
| 2017-18年 | ジャッキー・チェン・DCレーシング X Jota    | ジャッキー・チェン・DCレーシング X Jota     | フィスト・チーム・AAI                  | ティアンシ・レーシングチーム                                     | チーム・NZ                           |                          |
| 2018-19年 | LMP2                                       | LMP2 Am                                     | LMP3                                   | GT                                                               | GT Am                                | GT Cup                   |
| 2018-19年 | ユナイテッド・オートスポーツ               | ARC・ブラティスラバ                         | インター・ユーロポル・コンペティション | カーガイ・レーシング                                             | ティアンシ・レーシングチーム         | モデナ・モータースポーツ |
| 2019-20年 | LMP2                                       | LMP2 Am                                     | LMP3                                   | GT                                                               | GT Am                                |                          |
| 2019-20年 | G-ドライブ・レーシング ウィズ アルガルヴェ | リック・ウェアー・レーシング                | ニールセン・レーシング                 | ハブオート・コルサ                                               | アストロ・ヴェロス・モータースポーツ |                          |
| 2021年    | LMP2                                       | LMP2 Am                                     | LMP3                                   | GT                                                               | GT Am                                |                          |
| 2021年    | G-ドライブ・レーシング                     | Eraモータースポーツ                         | ユナイテッド・オートスポーツ           | プレコート・ハーベス・モータースポーツ                           | リナルディ・レーシング               |                          |
| 2022年    | LMP2                                       | LMP2 Am                                     | LMP3                                   | GT                                                               | GT Am                                |                          |
| 2022年    | ニールセン・レーシング                     | グラフ・レーシング                          | CDスポーツ                             | インセプション・レーシング ウィズ オプティマム・モータースポーツ | SPS・オートモーティブ                |                          |
| 2023年    | LMP2                                       | LMP3                                        | GT                                     |                                                                  |                                      |                          |
| 2023年    | DKRエンジニアリング                        | グラフ・レーシング                          | ワーゲンホルスト・モータースポーツ     |                                                                  |                                      |                          |